# Jean-Pierre Jabouille
Jean-Pierre Alain Jabouille (1. října 1942 Paříž – 2. února 2023) byl francouzský automobilový závodník, pilot Formule 1. Na přelomu 70. a 80. let 20. století se účastnil 55 závodů Grand Prix Formule 1 v nichž získal dvě prvenství. Od konce 60. let až do počátku 90. let byl také účastníkem závodů 24 hodin Le Mans s vozy Alpine, Matra, Sauber a Peugeot.

## Život

### Kariéra
Svou kariéru zahájil ve francouzské Formuli 3 v roce 1967. V 1969 byl najatý jako vývojový pilot automobilky Alpine, zároveň se účastnil několika závodů Formule 2 a závodu 24 hodin Le Mans. V roce 1973 a 1974 s vozem Matra získal 3. místo v Le Mans 24 hodin. V tomtéž roce vyhrál závod Formule 2 v Hockenheimu. Také se objevil poprvé ve dvou závodech Formule 1.
V roce 1975 přerušil svou spolupráci s týmem Alpine, s podporou společnosti Elf si vytvořil vlastní podvozek pro Formuli 2 a v sezóně skončil na 5. místě. Ve Formuli 1 v Grand Prix Francie obsadil 12. místo s vozem Tyrrell. V roce 1976 se soustředil pouze na závody Formule 2, v nichž získal titul Mistra světa.
V roce 1977 ve Formuli 1 podepsal smlouvu s týmem Renault. S novým přeplňovaným motorem měl potíže a tak první úspěch se dostavil až na Grand Prix USA 1978, kde obsadil 4. místo. V roce 1979 se Renault rozhodl postavit druhý vůz pro René Arnouxe a Jean-Pierre Jabouille v tomto roce při Grand Prix Francie získal první vítězství, bylo to první vítězství s přeplňovaným vozem ve Formuli 1. V roce 1980 zvítězil Grand Prix Rakouska. Při Grand Prix Kanady 1980 si zlomil nohu, což se projevilo i na prvních dvou závodech sezóny 1981 z vozem Ligier. Cítil, že není zcela fit, nedokázal se kvalifikovat do závodů a tak se rozhodl odejít z Formule 1 a stal se manažerem týmu Ligier.

### Konec kariéry
K závodění se vrátil v polovině 80. let. Jezdil na francouzském šampionátu Supertouring. V roce 1992 a 1993 skončil na třetím místě v závodech 24 hodin v Le Mans. Kariéru závodníka ukončil v roce 1995. Od té doby řídil v týmu FIA Sportscar Championship svůj vlastní tým sportovních vozů.